# Gliceril-etere monoossigenasi
La gliceril-etere monoossigenasi è un enzima appartenente alla classe delle ossidoreduttasi, che catalizza la seguente reazione:
1-alchil-sn-glicerolo + tetraidrobiopterina + O2 ⇄ 1-idrossialchil-sn-glicerolo + diidrobiopterina + H2O
Richiede glutatione ridotto e fosfolipidi per la massima attività. Il prodotto spontaneamente si rompe per generare un'aldeide grassa e glicerolo.